# Isopeda prolata
Isopeda prolata är en spindelart som beskrevs av Hirst 1992. Isopeda prolata ingår i släktet Isopeda och familjen jättekrabbspindlar. Inga underarter finns listade i Catalogue of Life.